# Anolis philopunctatus
Espèce
Synonymes
- Dactyloa philopunctatus (Rodrigues, 1988)

Anolis philopunctatus est une espèce de sauriens de la famille des Dactyloidae. 

## Répartition
Cette espèce est endémique de l'État d'Amazonas au Brésil.

## Publication originale
- Rodrigues, 1988 : A new anole of the punctatus group from Central Amazonia (Sauria, Iguanidae). Papéis Avulsos de Zoologia (São Paulo) vol. 36, no 29, p. 333-336.